# Ulica Tadeusza Malczewskiego w Bydgoszczy
Ulica ks. Tadeusza Malczewskiego w Bydgoszczy – ulica na terenie miasta lokacyjnego Bydgoszczy. 

## Położenie
Ulica znajduje się w północnej części Starego Miasta. Rozciąga się na kierunku północ-południe, od ul. Grodzkiej do Starego Rynku. Jej długość wynosi ok. 75 m.

## Historia
Ulica ks. T. Malczewskiego została wytyczona w połowie XIV wieku podczas kształtowania bydgoskiego miasta lokacyjnego. 
Przebiegała ona w północnej części ówczesnego miasta Bydgoszczy, łącząc północno-zachodni narożnik Starego Rynku z nabrzeżem Brdy. Prawdopodobnie stąd wzięła się jej staropolska nazwa, jako ulica Wodna. Z rekonstrukcji przestrzennych dawnego miasta Bydgoszczy wynika, że po obu stronach ulicy znajdowały się kwartały zabudowane domami i kamienicami, zaś nad Brdą zlokalizowano browar. W rejonie ulicy znaleziono relikty późnośredniowiecznej oraz nowożytnej ceramiki. 
Na szczegółowym planie zabudowy miasta, sporządzonym przez pruskiego geometrę Gretha w 1774 r., posesje wzdłuż ulicy są w większości niezabudowane. Na planie z 1816 r. występują jedynie narożne kamienice ze Starym Rynkiem, ul. Farną i Grodzką. Na 1797 r. datowany jest narożny z ul. Grodzką budynek lazaretu. W pełni pierzejowa zabudowa występuje dopiero na planie z 1876 r. 
Jeszcze na początku XX w. uliczka dochodziła do brzegu Brdy, po czym została zablokowana wskutek budowy w latach 1927–1928 Domu Katolickiego przy ul. Grodzkiej. W Planie Rewitalizacji Bydgoszczy ujęto modernizację nawierzchni ulicy.

### Nazwy
Ulica w przekroju historycznym posiadała następujące nazwy:
- XVI w. - I poł. XVIII w. – platea aquatica (Wodna)
- 1800–1816 - Wassergasse
- 1816–1920 - Wasserstraße
- 1920–1931 - Wodna
- 1931–1930 - ks. Tadeusza Malczewskiego
- 1939–1945 - Brunhildenstraße
- od 1945 - ks. Tadeusza Malczewskiego

Nazwa ulicy nawiązuje do osoby ks. Tadeusza Skarbek-Malczewskiego (1873–1929) – proboszcza parafii farnej w latach 1921–1929, inicjatora remontu kościoła farnego (m.in. polichromia, renowacja obrazu Matki Bożej Pięknej Miłości) oraz budowy Domu Katolickiego przy ul. Grodzkiej.

## Zabudowa
Pierzeje ul. ks. T. Malczewskiego stanowią kamienice wzniesione lub przebudowane w XIX wieku. Przy ulicy znajduje się rezydencja biskupa Diecezji Bydgoskiej (budynek nr 1 z 1933, z wielospadowym dachem z lukarnami oraz ryzalitem, zdobionym wejściem i tarasem z kutą balustradą w części frontowej), zaś na rogu z ul. Grodzką - diecezjalny Dom Katolicki. Oba budynki powstały w okresie międzywojennym z inicjatywy patrona ulicy ks. Tadeusza Skarbek-Malczewskiego.